# En ny og sørgelig Vise
En ny og sørgelig Vise er en dansk tegnefilm fra 1953, der er instrueret af Bent Barfod efter manuskript af ham selv og Sigfred Pedersen. Filmen er udsendt som propaganda for deltagelse i folketingsvalget 22. september 1953.

## Handling
Hr. Stickelmann er kontrær og ved altid alting bedre. Han ved, hvordan land og rige bør styres - men når valgdagen kommer, hvor han skal give sin mening til kende, lægger han sig til at sove på sin sofa.